# C10orf12
C10orf12 (англ. Uncharacterized protein C10orf12) – білок, який кодується однойменним геном, розташованим у людей на 10-й хромосомі. Довжина поліпептидного ланцюга білка становить 433 амінокислот, а молекулярна маса — 47 007.
| 10         |  | 20         |  | 30         |  | 40         |  | 50         |
| ---------- |  | ---------- |  | ---------- |  | ---------- |  | ---------- |
| MQRMIQQFAA |  | EYTSKNSSTQ |  | DPSQPNSTKN |  | QSLPKASPVT |  | TSPTAATTQN |
| PVLSKLLMAD |  | QDSPLDLTVR |  | KSQSEPSEQD |  | GVLDLSTKKS |  | PCAGSTSLSH |
| SPGCSSTQGN |  | GRPGRPSQYR |  | PDGLRSGDGV |  | PPRSLQDGTR |  | EGFGHSTSLK |
| VPLARSLQIS |  | EELLSRNQLS |  | TAASLGPSGL |  | QNHGQHLILS |  | REASWAKPHY |
| EFNLSRMKFR |  | GNGALSNISD |  | LPFLAENSAF |  | PKMALQAKQD |  | GKKDVSHSSP |
| VDLKIPQVRG |  | MDLSWESRTG |  | DQYSYSSLVM |  | GSQTESALSK |  | KLRAILPKQS |
| RKSMLDAGPD |  | SWGSDAEQST |  | SGQPYPTSDQ |  | EGDPGSKQPR |  | KKRGRYRQYN |
| SEILEEAISV |  | VMSGKMSVSK |  | AQSIYGIPHS |  | TLEYKVKERL |  | GTLKNPPKKK |
| MKLMRSEGPD |  | VSVKIELDPQ |  | GEAAQSANES |  | KNE        |  |            |

A: Аланін

C: Цистеїн

D: Аспарагінова кислота

E: Глутамінова кислота

F: Фенілаланін

G: Гліцин

H: Гістидин

I: Ізолейцин

K: Лізин

L: Лейцин

M: Метіонін

N: Аспарагін

P: Пролін

Q: Глутамін

R: Аргінін

S: Серин

T: Треонін

V: Валін

W: Триптофан

Кодований геном білок за функціями належить до репресорів, активаторів, фосфопротеїнів. 
Задіяний у таких біологічних процесах, як транскрипція, регуляція транскрипції, альтернативний сплайсинг, метилювання. 
Білок має сайт для зв'язування з ДНК. 
Локалізований у ядрі.